# Pueblo batek
Los Batek (o Bateq) son un pueblo indígena (con una población aproximada de entre 1.519 y 2.000) que vive en la selva tropical de Malasia peninsular. Debido a la apropiación de su territorio, en la actualidad residen principalmente en el parque nacional Taman Negara. Son cazadores y recolectores nómadas, por lo que la ubicación exacta de sus poblamientos cambia dentro de los límites generales del área que habitan.
La expresión usada para referirse a ellos, "orang asli", alude a un amplio grupo del que forma parte la tribu batek. Significa "pueblo original" en malayo. Probablemente fue usado originalmente por los colonos hablantes de lenguas austronesias que llegaron en barco desde las islas del sudeste asiático. El pueblo batek fue documentado por primera vez por europeos en 1878, cuando el explorador y naturalista ruso Nikolái Miklujo-Maklái escribió sobre ellos.
Hasta los años 70 gran parte del interior de la Malasia peninsular era difícil de alcanzar para la explotación maderera, así que los batek estaban muy extendidos por aquella área. Ya que ahora es posible cultivar árboles en la región, los batek están gran parte confinados al parque nacional Taman Negara y la región circundante.

## Población
La dinámica de la población batek en Malasia:
| Año       | 1960 | 1965 | 1969 | 1974 | 1980 | 1993 | 1996 | 2000 | 2003 | 2004 | 2010 |
| Población | 530  | 339  | 501  | 585  | 720  | 960  | 960  | 1519 | 1255 | 1283 | 1359 |

## Lengua
El idioma batek pertenece a la subrama oriental jahaica de las lenguas áslicas, que es parte de una familia más amplia de lenguas Mon-Jemer. Los parientes lingüísticos más cercanos del batek son el mintil y el jahai mientras que guarda una relación más distante con otras lenguas áslicas. A pesar de ser una lengua pequeña, tiene bastante dialectos; concretamente Teq, Iga, Deq y Nong, estos dos últimos son considerados lo bastante diferentes como para ser idiomas distintos. El batek es principalmente un idioma oral con pocos registros escritos, pero se escribe normalmente con un alfabeto latino modificado.

## Modo de vida

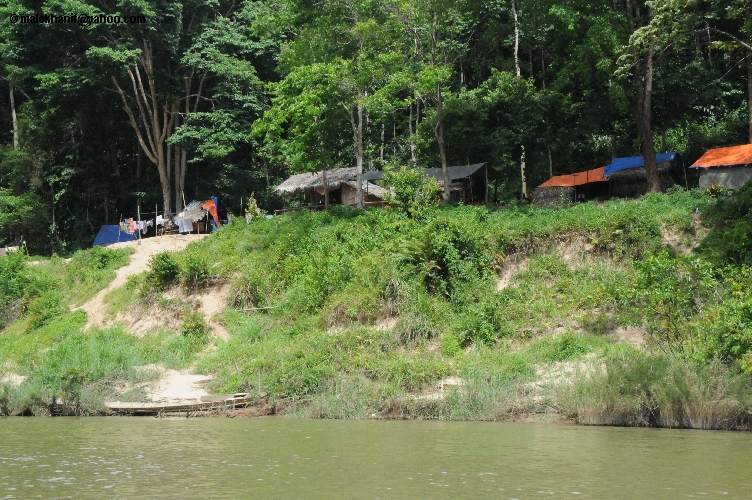
Casas batek en Taman Negara, Malasia.

Los batek normalmente viven en familias, en tiendas y cobertizos, con unas 10 familias  formando un campamento. Cada campamento tiene por lo general control sobre la tierra de alrededor. Ya que los batek no creen en el concepto de propiedad privada de la tierra, el campamento se considera cuidador de la tierra, más que su dueño. Además, al ser nómadas, una vez que la mayoría de recursos de las plantas silvestres utilizables se han agotado, se trasladarán a otro sitio dentro de su hábitat.
La economía batek es muy compleja; algunas cosas, como la tierra, no tienen derecho de propiedad. Otras sí poseen este derecho, pero las normas sociales requieren que se compartan con todo el grupo, como los alimentos encontrados. Hay algunas cosas que se consideran propiedad personal, como la cerbatana de un hombre o el peine de una mujer.
Los batek son pacíficos. Si dos miembros del grupo tienen un conflicto, discutirán el asunto en privado. Si esto no lo resuelve, cada uno expresará públicamente su punto de vista, para que los miembros del campamento sugieran una solución. La sociedad batek es una de las pocas sociedades en todo el mundo verdaderamente igualitaria, cada adulto, hombre o mujer, tiene el mismo poder. No existen líderes internos o un sistema de adjudicación. Por tanto, una o las dos personas en conflicto se marcharán del campamento hasta que se haya enfriado la situación.

## Uso compartido

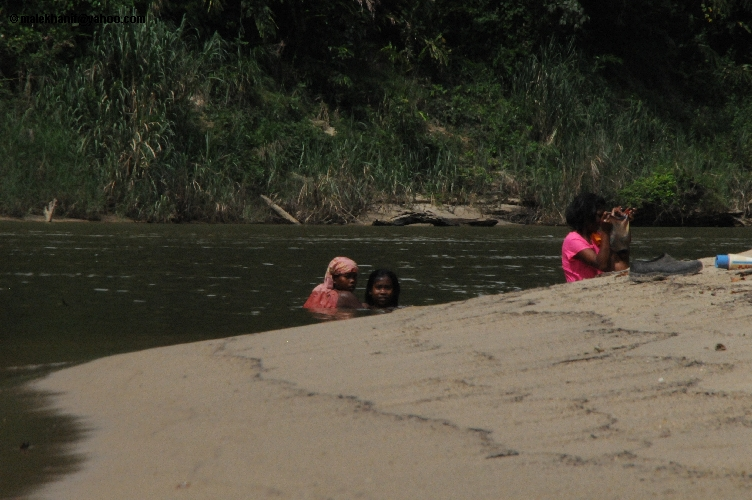
Bateks bañándose en el río Tembeling, Pahang, Malasia.

Es una obligación moral para los batek compartir los alimentos. Normalmente la persona que recolecta el alimento dará primero a su familia cercana, después a su familia lejana y finalmente al resto. Si todo el mundo da a los demás, una familia que esté pasando por una situación difícil seguirá teniendo comida, aunque no tanta como si la hubieran recolectado ellos.
Ya que la caza y el despiece de la carne suponen la entrada de una gran cantidad de comida de golpe, hay una manera más formal y ritualista de dividirla. Por ejemplo, con un mono, primero los miembros de la expedición de caza comen las vísceras y la cola, porque es los más rápido en cocinarse. A continuación la carne cocinada es dividida en unas 13 partes, de modo que cada familia en el campamento recibe comida, con las porciones ajustadas según el tamaño de cada familia.
Los batek no consideran compartir recursos un acto de bondad sino que creen que todos los  alimentos pertenecen al bosque, de modo que la persona que tenga comida está moralmente obligada a compartirla. Las casas están abiertas, por lo que es imposible acaparar comida sin que se enteren los demás, y como el egoísmo está prohibido, no se considera robar si un miembro del campamento coge alimentos de alguien que los estaba almacenando, si el que los cogió tenía hambre.
Sienten una obligación de dar cuando se les pide algo. Este sentimiento está reforzado por la creencia de que rechazar una petición puede causar daño sobrenatural a la persona rechazada y porque saben que esto provocará la rabia de la comunidad hacia el responsable.
A pesar de que las posesiones personales como radios y tabaco pertenecen exclusivamente a la persona que las adquirió, es común que estos objetos sean prestados o a veces incluso tomados sin el conocimiento del dueño.
Hay dos razones prácticas adicionales por las que es común compartir en la comunidad batek. En primer lugar, cada hombre tiene una cerbatana, utilizada principalmente para cazar, así que si todo el grupo no se llevara bien, podría llevar a la violencia. Además la selva es un lugar muy cálido y húmedo, así que no es práctico conservar cosas a largo plazo: la comida se pudrirá y los aparatos electrónicos se oxidarán si no se usan con frecuencia.

## Retos modernos

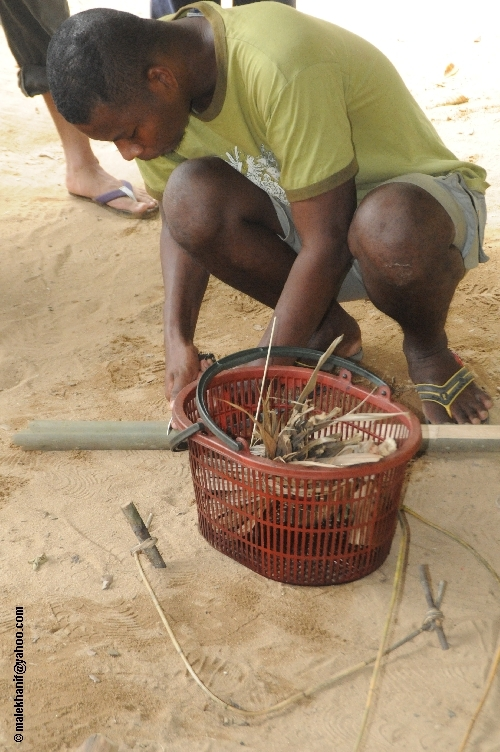
Un hombre batek intentando hacer un fuego.

Al no tener un líder o un ejército, los conflictos externos se vuelven complicados; los batek están a merced del Gobierno malayo. Malasia no reconoce la soberanía batek, por lo que durante el siglo XX el gobierno se apropió gradualmente de su territorio, para utilizarlo para la industria maderera y la agricultura. Desde los años 60 el gobierno ha animado a los batek a vivir en Pos Lebir y convertirse en agricultores no nómadas. La mayoría de los batek son reacios a asentarse en Pos Lebir por varios motivos; no es un territorio dedicado a su pueblo, tendrían que marcharse de allí si el gobierno lo pidiese y perderían su estilo de vida nómada y su religión. Un miembro de los batek resumió la situación diciendo: “Nosotros los batek somos ricos si tenemos una olla para cocinar, un palo para cavar, un machete, un mechero, tabaco, sal y una caña de pescar. Además, un hombre está triste si no tiene una cerbatana. Sólo queremos cuatro o cinco sarongs, no necesitamos pantalones. Si vivimos allí (en Pos Lebir), necesitamos dinero, si tenemos dinero compramos mucho. Pero si no tenemos dinero, sin problema, rechazamos las posesiones. Cuando vivimos en el bosque, no las necesitamos. Podemos excavar tubérculos. Si alguien no tiene comida, otros le darán como en los viejos tiempos.”

## Áreas de poblamiento

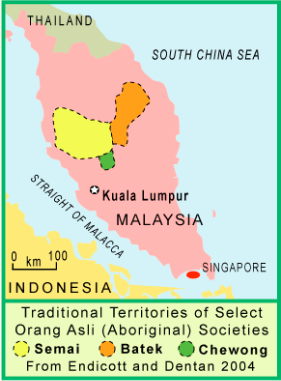
El área naranja indica la localización de los Bateq en Malasia peninsular.

Algunos de las comunidades donde se localizan los Bateq incluyen:-
- Kampung Orang Asli Dedari, Kuala Tahan, Taman Negara, Pahang[15]
- Kampung Kuala Sentó, Kuala Tahan, Taman Negara, Pahang[16]
- Kuala Kemiang, Kuala Tahan, Taman Negara, Pahang[16]
- Sungai Cheka, Kuala Lipis, Pahang[17]
- Semetong, Pahang[18]
- Merapoh, Kampung Bercah, Pelubi, Pahang[19]
- Kampung Orang Asli Kuala Koh, Kelantan[20]
- Kampung Pasir Linggi, Pos Lebir, Gua Musang, Kelantan[21]
- Kampung Aring 5, Gua Musang, Kelantan[22]
- Pasir Lenggi, Ulu Kelantan, Kelantan[23]
- Kampung Sungai Berua, Kenyir Lago, Hulu Terengganu Distrito, Terengganu[16]
- Kampung Sungai Sayap, Besut Distrito, Terengganu[16]

## Otras lecturas
- Kirk M. Endicott Y Karen L. Endicott, "El Headman Era una Mujer: El Género Igualitario Batek de Malasia" (Waveland, 2008).